# The New Yorker
The New Yorker é uma revista norte-americana que publica críticas, ensaios, reportagens investigativas e também ficção. Anteriormente de periodicidade semanal, a revista é atualmente publicada 47 vezes por ano, sendo que cinco dessas edições são quinzenais.
Ainda que basicamente dedicada à cobertura da vida cultural da cidade de Nova Iorque, a revista tem ampla audiência fora da cidade em razão da qualidade de seu jornalismo. Sua característica urbana e cosmopolita é exemplificada pela seção "Talk of the Town", que oferece interessantes comentários sobre a vida da cidade, cultura popular e o humor inteligente e perspicaz de suas histórias curtas e das famosas charges. Em meados do século XX, popularizou a crônica como gênero literário nos Estados Unidos. No meio jornalístico, The New Yorker desfruta da reputação de possuir uma das melhores equipes de apuração de fatos e de edição na indústria editorial.

## História
The New Yorker estreou em 21 de fevereiro de 1925. Foi fundada por Harold Ross, que desejava criar uma sofisticada revista de humor – em contraste a cafonice de outras publicações humorísticas como Judge, na qual ele havia trabalhado, ou Life. Ross criou uma parceria com o empreendedor Raoul Fleishmann para estabelecerem a F-R Publishing Company e estabeleceram os primeiros escritórios da revista no número 25 da Rua 45 Oeste, em Manhattan. Ross continuaria a editar a revista até a sua morte em 1951. Durante os primeiros precários anos de sua existência, a revista se orgulhou de sua sofisticação cosmopolita e em ser "a revista que não é editada para a velha senhora de Dubuque."
A primeira capa da revista, com um cavalheiro de cartola observando uma borboleta através de um monóculo, foi desenhada por Rea Irvin, que também desenvolveu a fonte que a revista usa para seu logo e manchetes. O cavalheiro da capa original é muitas vezes, erroneamente, referido como sendo Eustace Tilley, um personagem criado para The New Yorker por Corey Ford. Eustace Tilley era o herói de uma série intitulada A Produção de uma Revista, que começou na contracapa inicial da edição de 8 de agosto daquele verão. Ele era um homem mais jovem do que a figura na capa. Sua cartola era de um estilo mais novo, e ele vestia um colete. Ford tomou emprestado o nome Tilley do sobrenome de uma tia – que ele sempre achou levemente humorístico. "Eustace" foi selecionado por soar melhor. Tilley estava sempre ocupado e, nas ilustrações desenhadas por Johann Bull, sempre estava tratando de algo. Ele podia estar no México, supervisionando as vastas fazendas onde cresciam cactos para se usar em páginas da revista. A "Fazenda da Pontuação", onde vírgulas eram cultivadas em profusão, pelo fato de Ross ter desenvolvido especial afeição por elas, era localizada em uma região mais fértil. Tilley podia estar inspecionando o "Departamento de Iniciais", para onde cartas eram enviadas a fim de receberem letras maiúsculas. Ou ele poderia estar supervisionando o "Departamento de Ênfase", onde cartas eram colocadas em um suporte e esticadas para o lado, para a criação de letras em itálico. Ele podia mergulhar no "Mar de Sargaço", onde, ao insultar lulas ele obtinha a tinta para as prensas usadas na impressão da revista, que eram movidas por um cavalo girando em torno de um poste. Raoul Fleischmann, que havia se mudado para os escritórios de modo a proteger seus interesses, compilou a série de Tilley em um livreto promocional. Tempos depois, Ross providenciou que Eustace Tilley fosse incluído na lista telefônica de Manhattan.
Ainda que a revista nunca tenha perdido a sua veia humorística, acabou por rapidamente se firmar como um proeminente fórum de jornalismo sério e também para literatura de ficção. Logo após o fim da Segunda Guerra Mundial, o ensaio de John Hersey sobre Hiroshima utilizou uma edição inteira. Nas décadas subsequentes, a revista publicou crônicas por muitos dos mais respeitados escritores do século XX, incluindo Ann Beattie, J.D. Salinger, Haruki Murakami, Alice Munro, Vladimir Nabokov, Philip Roth, e John Updike. The Lottery, escrita por Shirley Jackson, recebeu mais cartas após publicação do que qualquer outra crônica na história de The New Yorker. Nas suas décadas iniciais, a revista algumas vezes publicava duas ou até mesmo três histórias curtas por semana, mas em anos mais recentes o ritmo tem se mantido estável, com uma história por semana, mas há costumeiramente uma edição por ano, "Fiction Issue", contendo várias histórias. Ainda que alguns temas e estilos sejam mais frequentes do que outros, as crônicas da revista são variadas, e já incluíram desde introspectivos relatos domésticos por John Updike até o surrealismo de Donald Barthelme e narrativas paroquiais sobre a vida de neuróticos nova-iorquinos até histórias ambientadas inúmeros lugares e épocas, traduzidas de várias línguas.
As charges de The New Yorker têm a reputação de serem um tanto burguesas, surreais e muitas vezes impenetráveis. Um popular estereótipo é que as charges têm piadas que usam tanto non sequitur que são impossíveis de se entender. Este estereótipo inspirou um episódio da sitcom 'Seinfeld. Contudo, as charges continuam muito populares, o que significa que uma parcela substancial dos leitores as apreciam e as consideram engraçadas. Além disso, alguns cartunistas contemporâneos, como Roz Chast, quebram essa regra, usando um tipo de humor acessível a praticamente qualquer leitor.
Por tradição, a revista adota uma posição essencialmente liberal e apartidária. Contudo, em anos mais recentes, a equipe editorial tem assumido um posicionamento mais engajado. A cobertura da campanha presidencial de 2004, liderada pelo correspondente Philip Gourevitch, favoreceu o candidato do Partido Democrata John Kerry. Em sua edição de 1º de novembro, 2004, a revista quebrou um precedente de 80 anos e publicou uma declaração de apoio formal a Kerry em uma carta editorial não assinada.
Os artigos de não-ficção (que normalmente correspondem pelo grosso do conteúdo da revista) são conhecidos por cobrirem uma ampla gama de temas. Recentes temas incluem o excêntrico evangelista Creflo Dollar, diferentes maneiras pelas quais humanos percebem a passagem de tempo, e a síndrome de Munchausen por aproximação. Após os ataques de 11 de setembro de 2001, o famoso cartunista e artista de capas de The New Yorker, Art Spiegelman (que é casado com a atual editora de arte da revista), demitiu-se em protesto contra o que considerou autocensura da revista em sua cobertura política. A revista contratou o jornalista investigativo Seymour Hersh para reportar questões de segurança e militares, e ele produziu uma amplamente divulgada série de artigos sobre a invasão do Iraque em 2003 e a subsequente ocupação por forças dos EUA. As revelações de Hersh nas páginas da The New Yorker sobre os abusos na prisão de Abu Ghraib e os planos de contingência do Pentágono para uma invasão do Irã foram divulgadas por todo o mundo.
O atual editor de The New Yorker é David Remnick. Editores anteriores, além do próprio Ross, foram William Shawn (1951-1987), Robert Gottlieb (1987-1992) e Tina Brown (1992-1998). Em 1985, a revista foi adquirida pela Advance Publications, empresa editorial controlada pela S.I. Newhouse.

## Contribuidores
Conhecidos contribuidores já incluíram:
- Joan Acocella – crítico cultural
- Charles Addams - cartunista
- Woody Allen - humorista
- Roger Angell, editor de ficção
- Peter Arno - cartunista
- Hannah Arendt - filósofa
- Julian Barnes - correspondente/comentarista
- Robert Benchley, humorista e crítico teatral
- Elizabeth Bishop – poeta e ensaísta
- Sidney Blumenthal - editorialista
- Andy Borowitz - humorista
- George Booth - cartunista
- Truman Capote - jornalista
- Raymond Carver - cronista
- John Cheever - cronista
- Tom Cheney - cartunista
- Sam Cobean - cartunista
- John Henry Collier - cronista
- Robert Crumb - cartunista
- Roald Dahl - cronista
- David Denby – crítico cinematográfico
- Joan Didion - ensaista
- Mark Danner – correspondente internacional
- E. L. Doctorow – escritor de ficção
- Elizabeth Drew - jornalista
- Dave Eggers - escritor
- Clifton Fadiman – crítico literário
- James Fallows - jornalista
- Jules Feiffer - cartunista
- Ian Frazier – escritor e humorista
- Veronica Geng - humorista
- Wolcott Gibbs - parodista, humorista, revistor e cronista
- Brendan Gill – escritor de não-ficção
- Malcolm Gladwell - ensaista
- Jonah Goldberg, comentarista político e social
- Paul Goldberger – crítico arquitetônico
- Adam Gopnik - jornalista
- Philip Gourevitch - jornalista
- Alma Guillermoprieto - jornalista
- Emily Hahn - jornalista
- Lis Harris - jornalista
- Seymour Hersh – repórter investigativo, ganhador do Pulitzer Prize
- Hendrik Hertzberg - editorialista
- Stanley Edgar Hyman – crítico literário
- Shirley Jackson - cronista
- Pauline Kael - crítico de cinema
- Garrison Keillor – comediante de rádio
- Alex Kozinski - ensaísta
- Anthony Lane- crítico de cinema
- A.J. Liebling – crítico jornalismo
- Janet Malcolm - ensaísta
- Robert Mankoff - cartunista e editor
- Joseph Moncure March - editor
- Don Marquis - cartunista
- Steve Martin - humorista
- Jane Mayer - jornalista
- David Mazzuchelli- ilustrador
- Bruce McCall – humorista, ilustrador
- John McPhee - cronista
- Louis Menand – crítico literário
- James Merrill - poeta
- Joseph Mitchell – escritor não-ficção
- Ogden Nash - poeta
- John O'Hara - cronista
- Susan Orlean - jornalista
- Dorothy Parker - cronista, crítico, poeta, humorista
- S. J. Perelman - humorista
- George Price - cartunista
- Lillian Ross - jornalista (reportagens e colunas)
- J. D. Salinger - cronista
- Simon Schama - historiador
- John Seabrook - jornalista
- David Sedaris - humorista
- Anne Sexton - poeta
- Robert Sikoryak - cartunista
- Otto Soglow -- cartunista
- Susan Sontag - ensaísta
- Art Spiegelman - ilustrador
- William Steig - cartunista
- Saul Steinberg - ilustrador
- James Surowiecki – ensaísta, colunista econômico
- James Thurber - cartunista, cronista
- Calvin Trillin – escritor não-ficção
- John Updike - ensaista
- Chris Ware - cartunista
- E. B. White - ensaísta e escritor
- Edmund Wilson – crítico literário
- James Wood – crítico literário
- James Wolcott – crítico de televisão
- Alexander Woollcott – crítico teatral
- Richard Yates – escritor de ficção
- George Steiner - crítico literário